# Вишневский, Давид Кельманович
Давид Кельманович Вишневский (8 января 1910, Кременчуг — 15 марта 1977, Харьков) — украинский советский писатель и журналист, военный корреспондент. Член Союза писателей СССР (с 1940).

## Биография
Родился в рабочей семье. С юных лет работал на заводах Харькова. Учился в вечерней школе, после того поступил в Харьковский университет, но учёбы не окончил.
В 1933—1941 годах — сотрудник журнала «Призыв», трудился в издательстве «Молодой большевик», в городском радиокомитете. Одновременно активно печатался в периодике.
Участник Великой Отечественной войны. Был корреспондентом армейской и редактором дивизионной газеты.
Служил в Советской Армии с 1941 по 1949 г.
Член КПСС.
Похоронен в Харькове на 9-м городском кладбище.

## Награды
- Орден Отечественной войны 2 степени,
- Орден Красной Звезды,
- медали СССР.

## Творчество
Дебютировал в 1930 г.
Писал на украинском языке. Автор рассказов, повестей, романов, посвящённых проблемам современности, жизни советской молодёжи, войне. Ему принадлежит сценарий фильма «Ласточка» (режиссёр Г. И. Липшиц, 1957 г.). Выступал как очеркист и автор литературно-критических статей.

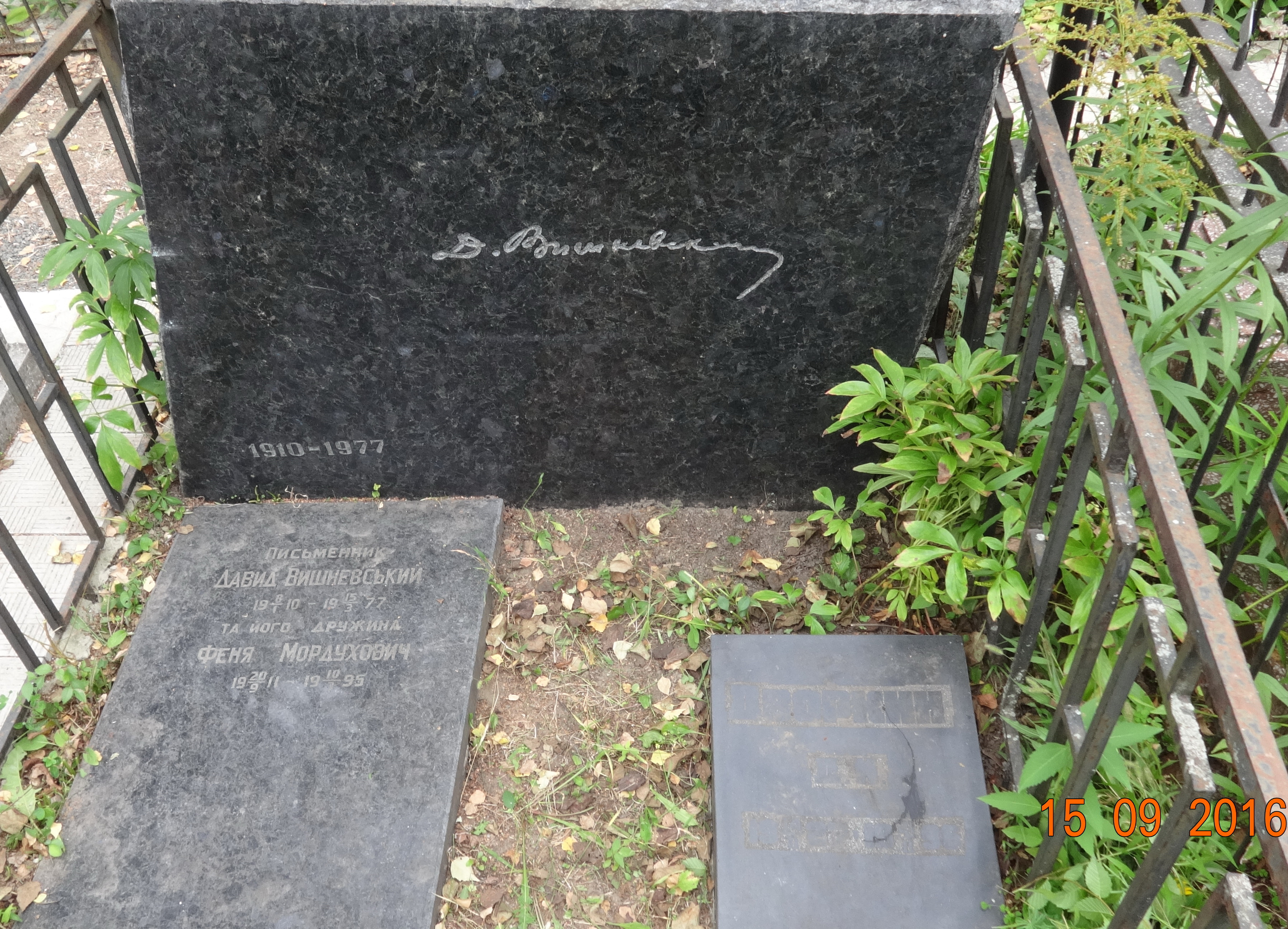
Могила писателя Давида Вишневского и его жены Фени Мордухович (1911—1995)

## Избранные произведения
Сборники рассказов
- «Брак» (1932),
- «Мрійник» (1934)
- «Бронзовий сокіл» (1941)
- «Прості серця» (1948)

Повести
- «Лінії сплетінь» (1933)
- «Обрії» (1933)
- «Повісті про невідомих» (1956)
- «Сімдесят другий день» (1959)
- «Риси твого обличчя» (1962)
- «Я люблю вас, мамо» (1965)
- Клочок земли (сборник повестей, 1965)
- Почти все о Володе (1977)

Роман
- «Три ночі» (1969)

Ряд произведений писателя переведены на русский язык.